# Karavanke (Vogelschutzgebiet)
Das europäische Vogelschutzgebiet Karavanke (deutsch: Karawanken) liegt auf dem Gebiet der Städte Kranjska Gora, Radovljica, Tržič und Jesenice im Nordwesten Sloweniens unmittelbar an der Grenze zu Österreich. Das etwa 43 km² große Vogelschutzgebiet besteht aus zwei Teilgebieten und umfasst die höchsten Gipfel der slowenischen Karawanken. Das Gebiet zeichnet sich durch viele charakteristische alpine Lebensräume, wie Bergwälder, Latschen-Bestände, Geröllhalden und Felskämme aus.

## Schutzzweck
Folgende Vogelarten sind für das Gebiet gemeldet; Arten, die im Anhang I der Vogelschutzrichtlinie geführt sind, sind mit * gekennzeichnet:
| Bild            | Anhang I | EU Code | Art             | wissenschaftlicher Name |
| --------------- | -------- | ------- | --------------- | ----------------------- |
| Steinadler      | *        | A091    | Steinadler      | Aquila chrysaetos       |
| Alpenschneehuhn | *        | A408    | Alpenschneehuhn | Lagopus muta helveticus |
| Steinschmätzer  |          | A277    | Steinschmätzer  | Oenanthe oenanthe       |
| Dreizehenspecht | *        | A241    | Dreizehenspecht | Picoides tridactylus    |
| Birkhuhn        | *        | A409    | Birkhuhn        | Tetrao tetrix tetrix    |